# Jon Toral
Jon-Miquel Toral Harper (Reus, 5 februari 1995) is een Spaans voetballer die bij voorkeur als centrale middenvelder speelt.

## Clubcarrière
Arsenal nam Toral op zestienjarige leeftijd over uit de jeugd van FC Barcelona. Na drie seizoenen in de jeugd van Arsenal, werd hij op 15 augustus 2014 verhuurd aan Brentford, op dat moment actief in de Championship. Op 26 augustus 2014 maakte hij zijn profdebuut in de League Cup tegen Fulham. Daarna volgden uitleenbeurten aan Birmingham City, Granada en Rangers.

## Clubstatistieken
| Seizoen | Club              | Land      | Competitie           | Wed. | Doelp. |
| ------- | ----------------- | --------- | -------------------- | ---- | ------ |
| 2014/15 | Arsenal FC        | Engeland  | Premier League       | 0    | 0      |
| 2014/15 | → Brentford FC    | Engeland  | Championship         | 35   | 6      |
| 2015/16 | → Birmingham City | Engeland  | Championship         | 36   | 8      |
| 2016/17 | → Granada CF      | Spanje    | Primera División     | 5    | 0      |
| 2016/17 | → Rangers FC      | Schotland | Scottish Premiership | 12   | 2      |
| 2017/18 | Hull City AFC     | Engeland  | Championship         | 27   | 1      |
| 2018/19 | Hull City AFC     | Engeland  | Championship         | 3    | 0      |
| Totaal  | Totaal            | Totaal    | Totaal               | 118  | 17     |

1 Pandur ·
2 Coyle  ·
3 Giles ·
4 Hughes ·
5 Jones ·
6 McLoughlin ·
7 Millar ·
8 Mehlem ·
9 Bedia ·
11 Sinik ·
12 Pedro ·
14 Vaughan ·
16 Longman ·
17 Burns ·
18 Simons ·
19 Alzate ·
20 Puerta ·
22 Rushworth ·
23 Drameh ·
25 Zambrano ·
26 Smith ·
27 Slater ·
29 Jacob ·
31 Racioppi ·
32 Lo-Tutala ·
33 Belloumi ·
34 Cartwright ·
36 Jarvis ·
40 Foster ·
41 Sellars-Fleming ·
43 Ashbee ·
44 Kamara ·
45 Palmer ·
47 Tinsdale ·
48 Burstow ·
Coach: Walter